# Nika Gagnidze
Nika Gagnidze (Gori, 20 de marzo de 2001) es un futbolista georgiano que juega en la demarcación de centrocampista para el FC Kolos Kovalivka de la Liga Premier de Ucrania.

## Selección nacional
Tras jugar en las categorías inferiores de la selección, finalmente hizo su debut con la selección de Georgia el 5 de junio de 2025 en un encuentro amistoso contra Islas Feroe que finalizó con un resultado de 1-0 a favor del combinado georgiano tras un gol de Luka Lochoshvili.

## Clubes
| Club               | País    | Año       | Partidos | Goles |
| ------------------ | ------- | --------- | -------- | ----- |
| FC Dila Gori       | Georgia | 2018-2022 | 79       | 13    |
| Ümraniyespor       | Turquía | 2022      | 3        | 0     |
| FC Dila Gori       | Georgia | 2023-2024 | 45       | 8     |
| FC Kolos Kovalivka | Ucrania | 2024-     | 23       | 2     |